# Herb gminy Udanin
Herb gminy Udanin – jeden z symboli gminy Udanin.

## Wygląd i symbolika
Herb przedstawia na tarczy dzielonej w krzyż w pierwszym srebrnym polu orła czarno-czerwonego, dzielonego w słup (symbol księstwa świdnicko-jaworskiego), w polu drugim na czerwonym tle trzy kłosy zboża (gmina o charakterze rolniczym), w polu trzecim biało-czerwoną szachownicę (herb księstwa brzesko-legnickiego), natomiast w polu złotym czwartym czerwony kościół (nawiązanie do świątyni w Udaninie).